# 阿朗 (科多尔省)
阿朗（法語：Arrans，法語發音：[aʁɑ̃]）是法国科多尔省的一个市镇，位于该省西北部，属于蒙巴尔区。

## 地理
阿朗（47°41'45"N, 4°19'7"E）面积10.52 平方千米，位于法国勃艮第-弗朗什-孔泰大區科多尔省，该省份为法国中东部省份，北起奥布省，西接涅夫勒省和约讷省，南至索恩-卢瓦尔省，东南接汝拉省，东临上索恩省，东北部与上马恩省接壤。
与阿朗接壤的市镇（或旧市镇、城区）包括：韦尔多内、鲁日蒙、圣雷米、阿涅尔昂蒙塔涅、蒙巴尔、比丰。

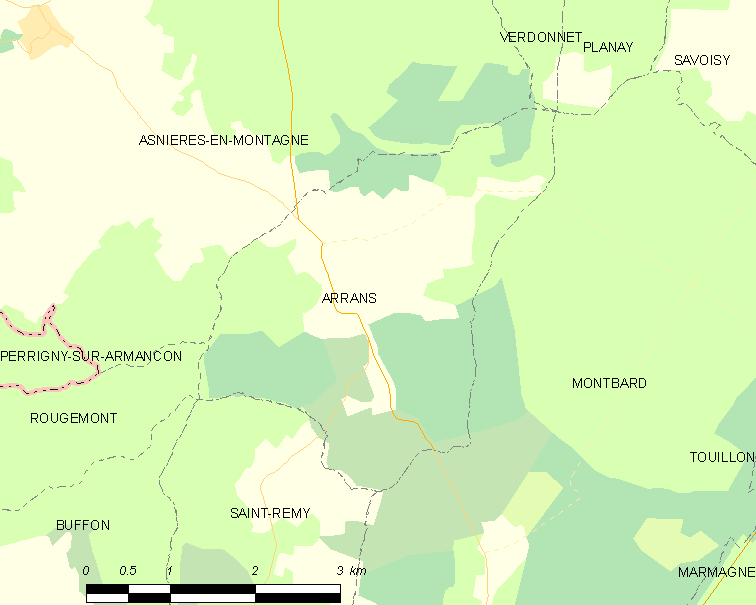
的OSM定位图

阿朗的时区为UTC+01:00、UTC+02:00（夏令时）。

## 行政
阿朗的邮政编码为21500，INSEE市镇编码为21025。

## 政治
阿朗所属的省级选区为蒙巴尔县。

## 人口

1962-2008年间人口变化图示

阿朗于2022年1月1日时的人口数量为63人。